# 吳沚默
吳沚默（英語：MoMo ／ Moss Wu Zhi Mo，1990年6月29日—），香港女編劇、演員及主持，現爲無綫電視經理人合約藝員和編劇。

## 簡歷

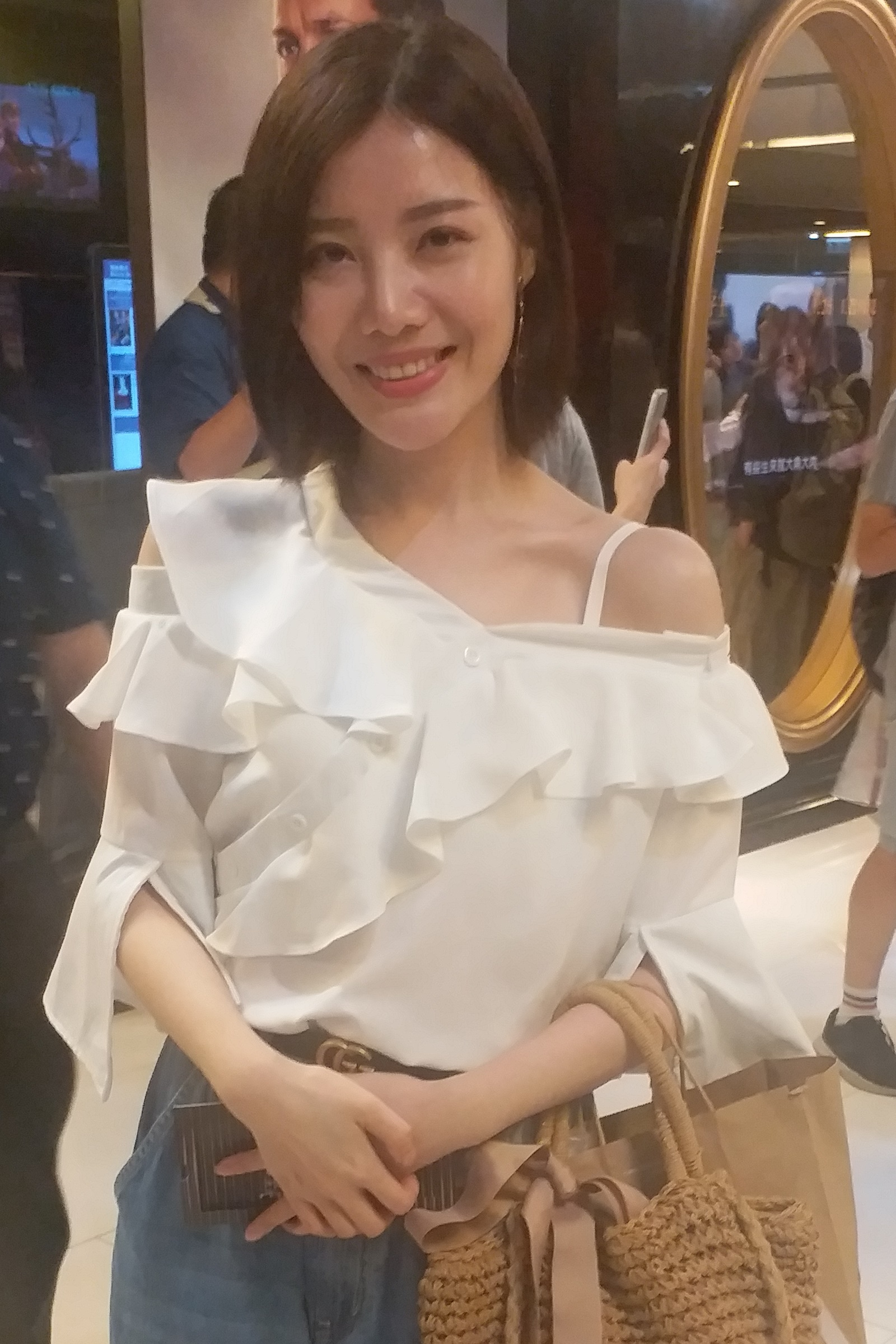
UA iSQUARE 電影《狂野時速：雙雄聯盟》首映禮（2019年8月1日）

吳沚默在中國江西省出生，4歲隨任職醫生的父母到珠海市香洲區生活，曾就讀珠海市第二中學初中部（現更名爲文園中學）及珠海市第一中學（高中），2007年以資優生身分考入香港浸會大學傳理學院新聞系，打算日後成為一名戰地記者。不過，她後來獲父親鼓勵「創造自己的世界」，故此轉讀香港浸會大學電影學院電影電視系學士課程；因從小喜歡寫作及閱讀，故就讀大學期間已開始向報章投稿撰寫影評，同時又熱愛跟演藝圈相關的東西，遂於2012年決定加入無綫電視第26期藝員訓練班，2014年經王祖藍提拔，在該台劇集《老表，你好hea！》中飾演醜女「烏笄」一角而為人認識。
此外，吳沚默近年成為無綫電視前監製歐耀興的常用演員，除了擔任劇集與電影編劇，亦會在《東周刊》及《明報周刊》撰寫專欄文章；2018年所編寫網絡電影《顏值當鋪》曾入選亞太影展「評審獎」，翌年更曾推出長達11萬字的網絡連載小說《看見風暴的女孩》、《灼目之夏》。2019及2020年，她分別在《白色強人》、《黃金有罪》表現突出而受到觀眾注目；2020年4和5月，分別於北京、台北推出兩本文學作品《風暴來的那一天》與《布拉格廣場沒有許願池》（與夏雪合著）。2021年初，她經李龍基介紹下認識其妻子，隨後合作經營數碼（非同質化代幣）風水藝術畫作生意。

## 演出作品

### 電視劇（無綫電視）
| 首播       | 劇名              | 角色                         |
| 2013年     | 愛·回家 (第一輯)  | 霍婉兒（第247集）            |
| 2013年     | 愛·回家 (第一輯)  | 路 人（第248集）             |
| 2013年     | 愛·回家 (第一輯)  | 客 人（第251集）             |
| 2013年     | 愛·回家 (第一輯)  | 模特兒（第289集）            |
| 2013年     | 神鎗狙擊          | 記 者（第3集）               |
| 2013年     | My盛Lady          | 女主播（第18集）             |
| 2013年     | 舌劍上的公堂      | 孕 婦（第1集）               |
| 2013年     | 貓屎媽媽          | 雅下屬                       |
| 2014年     | 守業者            | 鍾潔文                       |
| 2014年     | 愛我請留言        | Candice                      |
| 2014年     | 廉政行動2014      | Kiki                         |
| 2014年     | 女人俱樂部        | 80年代女學生                 |
| 2014年     | 點金勝手          | 侍 應                        |
| 2014年     | 寒山潛龍          | 正                           |
| 2014年     | 忠奸人            | 綸                           |
| 2014年     | 我們的天空        | 自由行旅客                   |
| 2014年     | 載得有情人        | 派對女郎                     |
| 2014年     | 使徒行者          | BoBo（第9、17、27、29集）    |
| 2014年     | 再戰明天          | 潮妻子                       |
| 2014年     | 老表，你好hea！   | 烏 笄                        |
| 2014年     | 八卦神探          | 香 俏                        |
| 2015年     | 四個女仔三個BAR   | 李 丹                        |
| 2015年     | 倩女喜相逢        | 街 坊                        |
| 2015年     | 衝線              | 接待員                       |
| 2015年     | 以和為貴          | 賴李至珍                     |
| 2015年     | 華麗轉身          | 按摩師（第1集）              |
| 2015年     | 樓奴              | 接待員                       |
| 2015年     | 收規華            | 妓 女                        |
| 2015年     | 東坡家事          | 韓素素                       |
| 2015年     | 實習天使          | 汪佩儀（Eliza）              |
| 2016年     | 愛情食物鏈        | 女學生                       |
| 2016年     | 鐵馬戰車          | 歡 女                        |
| 2016年     | 潮流教主          | 新聞記者                     |
| 2016年     | 愛·回家之八時入席 | TVI 女藝員（第3集）          |
| 2016年     | 愛·回家之八時入席 | 丁清清（第62、66、120集）    |
| 2016年     | 純熟意外          | 美 女                        |
| 2016年     | 完美叛侶          | 曹少玲（Edith）              |
| 2016年     | 一屋老友記        | Anna                         |
| 2016年     | 律政強人          | 黎玉清（Jenny）              |
| 2016年     | 幕後玩家          | 劇團團員                     |
| 2016年     | 致命復活          | 趙學蓮（Fiona）              |
| 2016年     | 流氓皇帝          | 仁家婢女                     |
| 2017年     | 迷                | 女學生（第1集）              |
| 2017年     | 與諜同謀          | 趙海韻（第1集）              |
| 2017年     | 我瞞結婚了        | 古美萍（Ruby）（第14、15集） |
| 2017年     | 全職沒女          | 美 女（第4集）               |
| 2017年     | 賭城群英會        | 霞（第7集）                  |
| 2017年     | 燦爛的外母        | 游菲兒                       |
| 2017年     | 老表，畢業喇！    | 崔楓紀                       |
| 2017年     | 雜警奇兵          | 臨時演員（第5集）            |
| 2017年     | 性在有情          | 店 員                        |
| 2018年至今 | 愛·回家之開心速遞 | Audrey（第246集）            |
| 2018年至今 | 愛·回家之開心速遞 | Irene（第1024集）            |
| 2018年     | 翻生武林          | 小龍舟                       |
| 2018年     | 逆緣              | 陳雪娥                       |
| 2018年     | 宮心計2深宮計     | 丁 蘭                        |
| 2018年     | 是咁的，法官閣下  | 岑小姐                       |
| 2019年     | 鐵探              | 馮老師（第1集）              |
| 2019年     | 機動部隊2019      | 警察通訊員                   |
| 2019年     | 白色強人          | 韋文意（Macy）               |
| 2019年     | 包青天再起風雲    | 高昌公主（第1、2集）         |
| 2019年     | 十二傳說          | 林佳維                       |
| 2019年     | 她她她的少女時代  | 春（第1集）                  |
| 2020年     | 黃金有罪          | Gigi                         |
| 2020年     | 大醬園            | 小 菊（第10、13集）          |
| 2020年     | 法證先鋒IV        | 李愛琳（第8集）              |
| 2020年     | 機場特警          | 青年趙雅妍（第11集）         |
| 2020年     | 木棘証人          | 沙膽姐                       |
| 2020年     | 堅離地愛堅離地    | 伴 娘（第3集）               |
| 2021年     | 失憶24小時        | 譚靜宜                       |
| 2021年     | 愛美麗狂想曲      | 竇 蓉                        |
| 2021年     | 伙記辦大事        | 王靜瑜（Jessica）            |
| 2021年     | 一笑渡凡間        | 湘 雲（會蘭如湘）            |
| 2021年     | 欺詐劇團          | 大灰熊妻子（第5集）          |
| 2021年     | 寶寶大過天        | 欣                           |
| 2021年     | 刑偵日記          | 馬 詠                        |
| 2021年     | 把關者們          | Mina（第22集）               |
| 2021年     | 拳王              | 黎燕燕                       |
| 2021年     | 異搜店            | Sammi                        |
| 2022年     | 痞子殿下          | 神 婆                        |
| 2023年     | 一舞傾城          | 張敏華（Karen）              |
| 2023年     | 隱門              | 林美盈（波波）               |
| 2023年     | 香港人在北京      | 默 默                        |
| 2024年     | 逆天奇案2         | 玲                           |
| 2024年     | 異空感應          | 曾萍麗                       |
| 2025年     | 刑偵12            | 陳以達                       |

### 電視劇（邵氏兄弟）
| 首播   | 劇名           | 角色     |
| 2020年 | 飛虎之雷霆極戰 | 松       |
| 2023年 | 廉政狙擊       | Joey Mok |

### 綜藝節目（無綫電視）
| 首播            | 節目名              | 備註                   |
| 2013年          | 演嘢                | 固定演出               |
| 2013年          | 玩轉世界盃          | 固定演出               |
| 2014年          | 我要做老闆          | 固定演出               |
| 2017年          | 最緊要好玩          | 固定演出               |
| 2017年          | 最緊要好好玩 消暑版 | 固定演出               |
| 2019年          | 香港唱好演唱會      | 固定演出               |
| 2019年          | 善心滿載仁愛堂      | 固定演出               |
| 2019年          | Think Big天地       | 飾演太太               |
| 2021年          | 金牛吉祥耀保良      | 固定演出               |
| 2021年          | 流行都市            | 固定演出（4月起）      |
| 2021年          | 識貨                | 固定演出（購物團成員） |
| big big channel |                     |                        |
| 2017年          | 明星麻雀王大賽      | 固定演出               |

### 主持節目（無綫電視）
| 首播        | 節目名                 | 備註                                                               |
| 2017年      | 粵講粵㜺鬼（第三輯）   | 第10 - 14、16 - 18、20、24集客席主持                               |
| 2019年      | 快樂中年               | 與鄭丹瑞、張寶兒、丁子朗及譚永浩一同主持                           |
| 2019-2022年 | 安樂蝸                 | 第443集加入 與狄以達、林穎彤、鍾晴、何依婷、鄧嘉傑及馬俊傑一同主持 |
| 2023年      | 請1日假去旅行 (第二輯) | 珠海篇，與蔡潔一同主持                                             |
| 2023年      | 典籍裡的中國（TVB版）              | 與鍾志光一同主持                                                   |

### 電影
| 首映   | 電影名               | 角色       |
| 2012年 | 控城計               | 護 士      |
| 2014年 | 分手100次            | 咖啡店客人 |
| 2018年 | 網戰（無綫電視電影） | Rachel     |
| 2019年 | 你咪理，我愛你！     | 新娘阿芬   |
| 2023年 | 電子靈               |            |

### 舞台劇
- 2007年：香港浸會大學劇社舞台劇《映蝶》

### 音樂錄像
| 年份   | 歌名         | 歌手        |
| 2012年 | I'm into You | 切特·法克爾 |
| 2017年 | 天網         | 周柏豪      |

### 其他
- 2009年：鮮浪潮短片《倦怠》
- 2011年：獨立短片《Just Man》

## 編劇作品

### 電視劇（無綫電視）
| 年份   | 劇名            | 備註     |
| 2013年 | 老表，你好嘢！  | 編劇之一 |
| 2014年 | 老表，你好hea！ | 編劇之一 |
| 2017年 | 老表，畢業喇！  | 編劇之一 |

### 電影
| 年份   | 電影名     | 備註                   |
| 2015年 | 同班同學   | 與陸以心和趙呂夢子合作 |
| 2017年 | 校花神經探 |                        |
| 2018年 | 顏值當舖   |                        |
| 2023年 | 電子靈     | 與梁碧芝合作           |

## 書籍

### 長篇小說、旅遊文學
| 日期          | 作品名               | 備註                           |
| 中信出版社    |                      |                                |
| 2020年4月1日  | 風暴來的那一天       | ISBN 9787521716160             |
| 寶瓶文化      |                      |                                |
| 2020年5月11日 | 布拉格廣場沒有許願池 | ISBN 9789864061891、與夏雪合著 |
| 春暉文化娛樂  |                      |                                |
| 2022年1月16日 | 漂流宅女             | ISBN 9789887613107             |

## 曾獲獎項及提名
| 年份   | 獎項                                   | 結果 |
| 2010年 | 香港青年文学奖小说高级组 - 亚军        | 獲獎 |
| 2011年 | 香港青年文学奖散文高级组 - 冠军        | 獲獎 |
| 2011年 | 香港珠宝小姐选举「我最喜爱珠宝小姐」   | 獲獎 |
| 2023年 | 萬千星輝頒獎典禮2023「飛躍進步女藝員」 | 提名 |

## 外部連結
- 吳沚默Momo的新浪微博（繁體中文）
- Momo Wu的Facebook專頁
- Momo Ng 吳沚默的Facebook專頁
- 吳沚默 Momo的Facebook專頁
- 吳沚默的Instagram帳戶
- 吳沚默在香港影庫上的簡介（英文）
- 吳沚默在豆瓣上的资料（简体中文）